# Metropolitní katedrála svatého Šebestiána (Rio de Janeiro)
Metropolitní katedrála svatého Šebestiána (portugalsky Catedral Metropolitana de São Sebastião) je katedrála v brazilském Riu de Janeiru. Je sídlem římskokatolické arcidiecéze São Sebastião do Rio de Janeiro a také stolcem metropolitních arcibiskupů. Kostel je zasvěcen svatému Šebastianovi, patronu Ria de Janeira.

## Historie
Katedrála byla navržena architektem Edgarem de Oliveira da Fonseca v moderním stylu založeném na architektonickém stylu pyramid kultury Mayů. Výstavba proběhla v letech 1964 až 1979. Jakožto sídlo arcidiecéze rozšířila řadu kostelů, které sloužily jakožto arcidiecézní katedrály od roku 1676, v této pozici přímo nahradila katedrálu Panny Marie Karmelské, nyní známou jako Starou katedrálu, postavenou v 18. století, a která tomuto účelu sloužila od počátku 19. století.

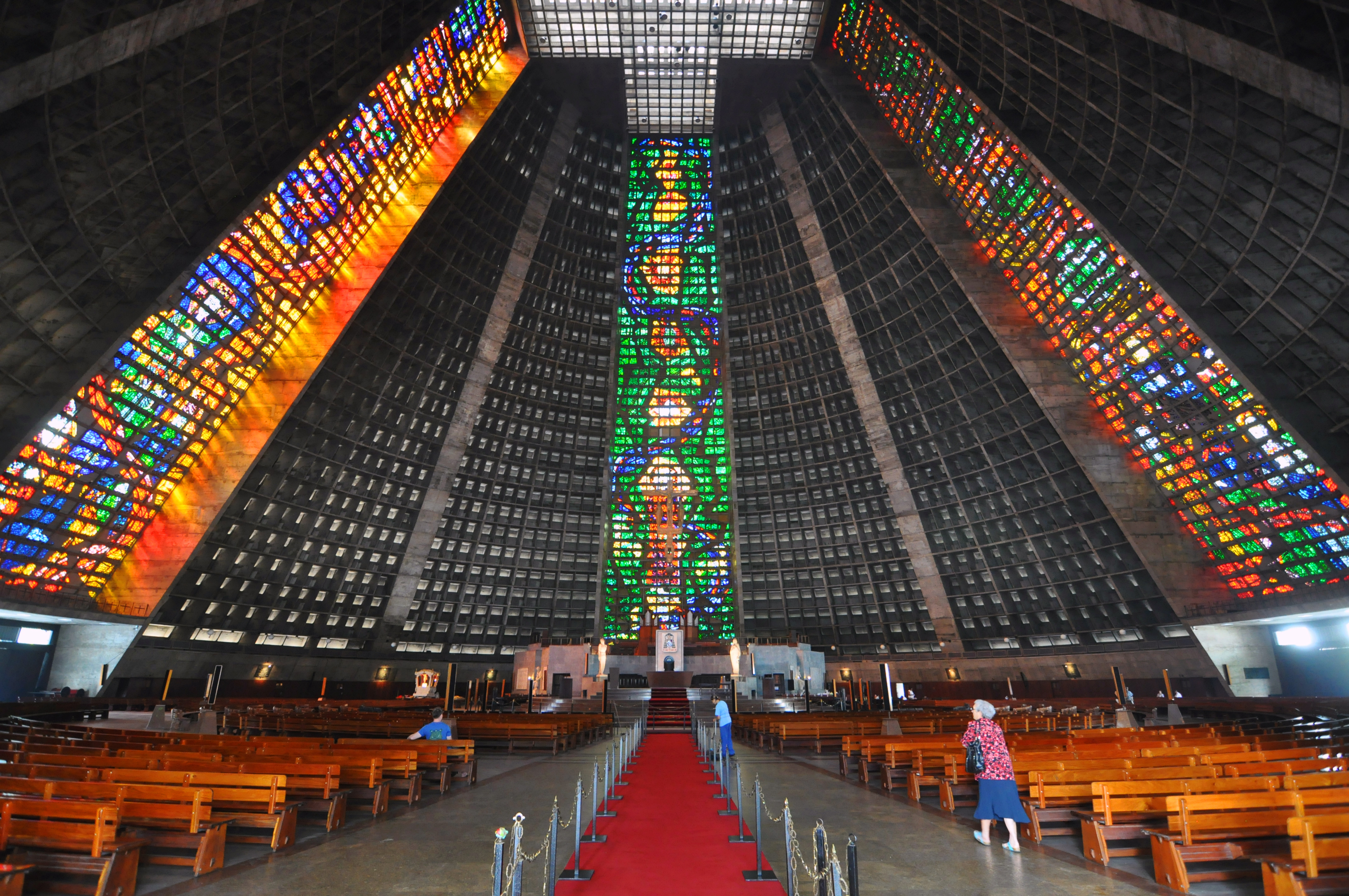
Interiér katedrály

## Architektura
Nová katedrála, v Riu se nachází v centru města, v blízkém okolí výškových budov. Má kónický tvar o vnitřním průměru 96 metrů a vnějším průměru 106 metrů, celková výška stavby je pak 75 metrů. Čtyři přímočará okna z barevného skla katedrály se tyčí do výšky 64 metrů od podlahy ke stropu. Vnitřní plocha má výměr 8 000 metrů čtverečních a 5 000 míst k sezení, kapacita k stání je pak 20 000 osob.
Další z dominant stavby je několikapodlažní samostatně stojící zvonice.